# Gunther Holtorf

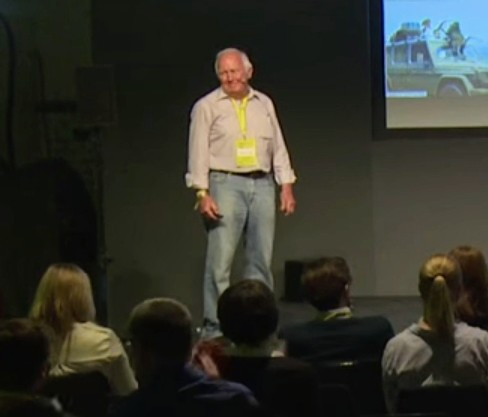
Gunther Holtorf (2015)

Gunther Holtorf (* 4. Juli 1937 in Göttingen; † 4. Oktober 2021) war ein deutscher Weltreisender aus Gollenshausen am Chiemsee.

## Leben

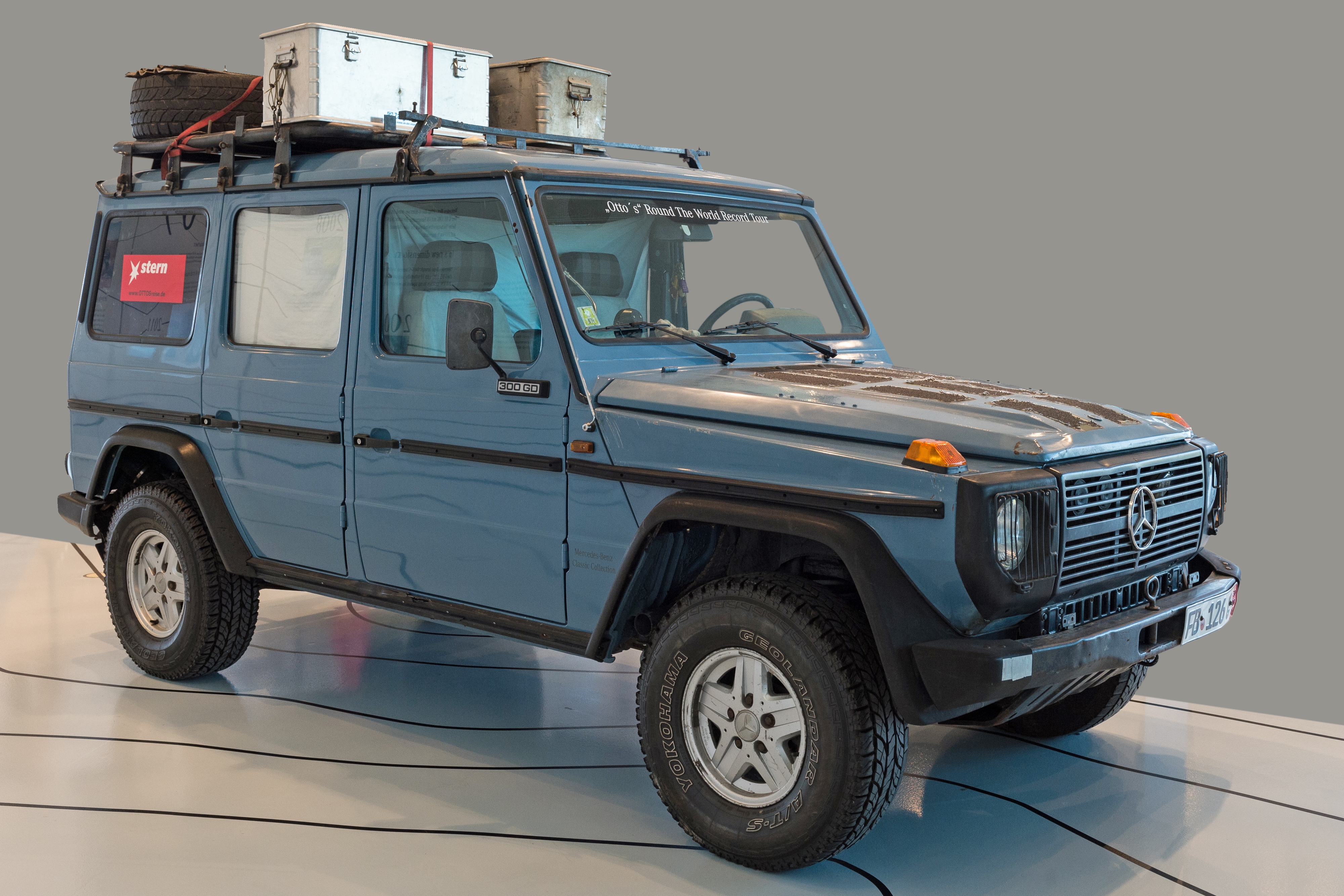
"Otto"

Zwischen 19. Dezember 1988 und 18. Oktober 2014 – davon bis zu ihrem Tod 2010 zusammen mit seiner Frau Christine – bereiste der ehemalige Luftverkehrskaufmann der Lufthansa und Geschäftsführer der Hapag-Lloyd Flug mit „Otto“, einem umgebauten blauen Mercedes-Benz 300 GD Baujahr 1988, alle Erdteile. Dabei legte er fast 900.000 km zurück und bereiste 215 Länder – von Afghanistan bis Simbabwe, von Feuerland bis zum Mount Everest in Tibet, von Eritrea bis Vanuatu – und erreichte so einen Eintrag im Guinness-Buch der Rekorde. Seit dem 21. Oktober 2014 steht das Fahrzeug im Mercedes-Benz Museum in Stuttgart-Untertürkheim.
Am 4. Oktober 2021 starb Holtorf im Alter von 84 Jahren.

## Schriften
- Hong Kong – Welt der Gegensätze.  Praesentverlag Heinz Peter, 1970, ISBN 0-7091-3153-4.
- Jakarta-Jabotabek Street Atlas and Names Index.  Falk-Verlag, Hamburg, 13. Auflage 2005, ISBN 9789628734757.